# Maḩmūdābād-e Faẕl
Maḩmūdābād-e Faẕl (persiska: محمود آباد فضل) är en ort i Iran.   Den ligger i provinsen Khorasan, i den nordöstra delen av landet, 700 km öster om huvudstaden Teheran. Maḩmūdābād-e Faẕl ligger 1 175 meter över havet och antalet invånare är 160.
Terrängen runt Maḩmūdābād-e Faẕl är platt.Runt Maḩmūdābād-e Faẕl är det ganska tätbefolkat, med 56 invånare per kvadratkilometer. Närmaste större samhälle är Nīshābūr, 7,9 km nordväst om Maḩmūdābād-e Faẕl. Omgivningarna runt Maḩmūdābād-e Faẕl är i huvudsak ett öppet busklandskap.